# Королёк (рассказ)
«Королёк» — рассказ Владимира Набокова, относящийся к русскому периоду его творчества. Был написан и опубликован (под псевдонимом В. Сирин) в 1933 году, вошёл в состав сборника «Весна в Фиальте» (Нью-Йорк, 1956).

## Сюжет
Действие рассказа происходит на рабочей окраине Берлина. Двое братьев-здоровяков, Густав и Антон, начинают травлю нового соседа Романтовского — странного человека, который что-то читает по ночам. Они его убивают ударом ножа, а потом выясняется, что Романтовский был фальшивомонетчиком («корольком» на уголовном жаргоне) и только что вышел из тюрьмы.

## Публикация и оценки
«Королёк» был написан в начале июля 1933 года и увидел свет в русской эмигрантской газете «Последние новости», выходившей в Париже, 23 июля того же года. В 1956 году автор включил рассказ в сборник «Весна в Фиальте», в 1973 году опубликовал перевод на английский язык в журнале Bor, а потом в составе сборника А Russian Beauty and Other Stories («Русская красавица и другие рассказы»). Названием для перевода он сделал, по совету профессора Стивена Паркера, слово, обозначающее фальшивомонетчика в жаргоне американских уголовников — «Леонардо» (The Leonardo). По словам писателя, в этом названии «очаровательно поблескивает царственный золотой песок имени почтенного мастера».
Биограф Набокова Брайан Бойд видит в «Корольке» «явный отклик на первые месяцы гитлеровского правления» и предвосхищения романа «Приглашение на казнь» с точки зрения как стиля (здесь заметен отказ от реализма), так и идейного пафоса. Сам Набоков писал в комментарии к английскому изданию: «нелепая и зловещая тень Гитлера уже надвигалась на Германию, когда моему воображению представились эти двое скотов с моим бедным Романтовским».